# Renaude Lapointe
 (novembre 2018).
Si vous disposez d'ouvrages ou d'articles de référence ou si vous connaissez des sites web de qualité traitant du thème abordé ici, merci de compléter l'article en donnant les références utiles à sa vérifiabilité et en les liant à la section « Notes et références ».
Pour les articles homonymes, voir Lapointe.
Renaude Lapointe, née le 3 janvier 1912 à Disraeli et morte le 11 mai 2002, est une journaliste et femme d'État canadienne. Nommée au Sénat par Pierre Elliott Trudeau en 1971, elle sert comme Présidente de la Chambre haute de 1974 à 1979. Elle est la première femme francophone à occuper ce poste.

## Famille
Renaude Lapointe est la fille aînée de Joseph-Alphonse Lapointe (1884-1948), originaire de Saint-Pierre de Broughton, et de Marie-Louise Poulin, originaire de Vallée-Jonction. Son père mécanicien a été le premier garagiste de Disraeli et propriétaire de la première voiture automobile du village. Sa mère, Marie-Louise Poulin, diplômée d'études supérieures, était enseignante de musique jusqu'à son mariage en septembre 1910. Renaude était l'aînée d'une famille de 3 enfants, suivie de ses frères Christian, né en 1913, et Carol, né en 1914. Poussés par la vocation de la mère de la famille, les enfants ont tous appris à jouer au moins un instrument : Renaude jouait le violon et le piano, Christian le saxophone et Carol le violoncelle.

## Études et carrières professionnelles

### Premières expériences professionnelles (1925-1959)
Après avoir terminé son cours primaire, ses parents choisissent de l'envoyer poursuivre sa formation chez les Ursulines à Stanstead. En 1929, 4 ans plus tard, elle terminera à 17 ans avec un cours commercial et des diplômes en violon et en piano.
Elle retournera dans sa famille et enseignera la musique pendant plusieurs années. À cause de la crise financière, sa famille déménagera à Québec en 1933 où elle trouvera un emploi comme sténo-dactylo dans un bureau d'avocats. Pendant plus de 4 ans, elle occupera ce métier tout en s'initiant à la politique municipale en travaillant à l'élection de l'échevin du quartier, le notaire Arthur Duval.

### Le Soleil (1939-1959)
Par le biais d'un club littéraire et social, elle rencontre la journaliste Germaine Bundock qui remarque rapidement son talent littéraire. Cette dernière lui obtient un poste de journaliste dans le quotidien Le Soleil en 1939. Renaude restera 20 ans à l'emploi du journal Le Soleil. Elle couvrira la vie culturelle et sociale de la capitale, notamment la critique musicale, les questions féminines et les éditoriaux. Renaude occupera également le poste de correspondante pour Time, Life et le service international de Radio-Canada.
Après la Seconde Guerre mondiale, elle est invitée au cercle littéraire Le Moulin à vent pour participer à une conférence sur son expérience de voyage autour du monde, elle fait la connaissance de Pierre Elliot Trudeau.

### La Presse (1959-1970)
En 1959, elle quitte Le Soleil pour La Presse où elle sera la première femme affectée au reportage général. Elle se rendra dans le Nord Canadien pour réaliser des reportages sur les Inuits et les conditions de vie dans les bases militaires. Ensuite, elle sera la première femme à occuper le poste d'éditorialiste à La Presse, de 1965 à 1970.

### Carrière politique (1970-1987)
En 1970, une restructuration du journal La Presse entraîne la mise à la retraite de tous les journalistes âgés de 55 ans et plus. Elle accepte donc l'offre du ministre fédéral Jean Chrétien et devient agente d'information pour le ministère des Affaires indiennes et du Nord. Elle fera également partie de la Commission des affaires sociales humanitaires et culturelles, en plus d'être déléguée à l'Assemblée générale des Nations unies comme représentante du Canada en 1970. L'année suivante, en 1971, le premier ministre du Canada Pierre Elliot Trudeau la nomme au Sénat et elle devient Sénatrice de Mille Isles. En 1974, Renaude Lapointe devient présidente du Sénat, la deuxième femme et la première francophone à occuper ce poste. En 1979, à l'âge de 75 ans, elle quitte son poste de présidente du Sénat à la suite de l'élection de Joe Clark. Puis, en 1987, elle prend sa retraite et quitte son poste de sénatrice.

## Honneurs
- 1965 - Prix Bowater et Journaliste de l'année[4]
- 1989 - Compagnon de l'Ordre du Canada
- 1990 - Membre de l'Académie des Grands Québécois

- La rue Renaude-Lapointe a été nommée, en son honneur, en 2016, dans la ville de Québec.